# Niedokończone życie
Niedokończone życie (ang. An Unfinished Life) – film produkcji amerykańskiej z 2004 roku w reżyserii Lasse Hallströma.

## Fabuła
Jennifer Lopez gra kobietę, która musi się wprowadzić do swojego teścia – Einara Gilkysona (w tej roli Robert Redford), z którym łączą ją chłodne stosunki. Pragnie tym samym zapewnić swojej małej córeczce lepsze warunki dorastania. Żyjąc razem, kobieta i starszy mężczyzna, powoli uczą się jak zapomnieć o przeszłości i wybaczyć sobie.

## Obsada
- Jennifer Lopez – Jean Gilkyson
- Robert Redford – Einar Gilkyson
- Morgan Freeman – Mitch
- Becca Gardner – Griff Gilkyson
- R. Nelson Brown – Rancher Kent
- Josh Lucas – Crane Curtis
- Damian Lewis – Gary Winston
- Camryn Manheim – Nina